# Test de Lancaster
El test de Hess Lancaster o simplemente test de Lancaster, es una prueba oftalmólogica (especializada en estrabismo) para evaluar desviaciones oculares en los distintos campos de visión, en pacientes adultos (o niños) con estrabismo adquirido causante de diplopía (los niños que nacen con estrabismo no suelen padecer diplopía).
Hace una evaluación con el gráfico correspondiente a los doce músculos oculares que realizan el movimiento del globo ocular, indicando el nivel de desviación en más o en menos (hiper-acción o hipo-acción) y a que músculo afecta.
Es aconsejable hacer un esquema estrabológico junto con el test, para que un oftalmólogo pueda valorarlo e indique el tratamiento que hay que seguir.

## Test de Lancaster con luces roja y verde
El test de Hess Lancaster con luces roja y verde se hace colocando un filtro rojo sobre el ojo derecho y un filtro verde sobre el ojo izquierdo, registrando el ángulo de alineación de los ojos del paciente al mirar una luz de color rojo y otra de color verde proyectadas por el examinador sobre una pantalla enfrente del paciente.